# Gigaspermum
Gigaspermum là một chi rêu trong họ Gigaspermaceae.